# Mystic Quest Legend
Mystic Quest Legend, känt som Final Fantasy Mystic Quest i Nordamerika och Final Fantasy USA: Mystic Quest (ファイナルファンタジーUSA ミスティッククエスト Fainaru Fantajī Yū Esu Ē Misutikku Kuesuto?) i Japan, är ett rollspel till Super Nintendo Entertainment System, utgivet 1992.